# Esca (Weinbau)

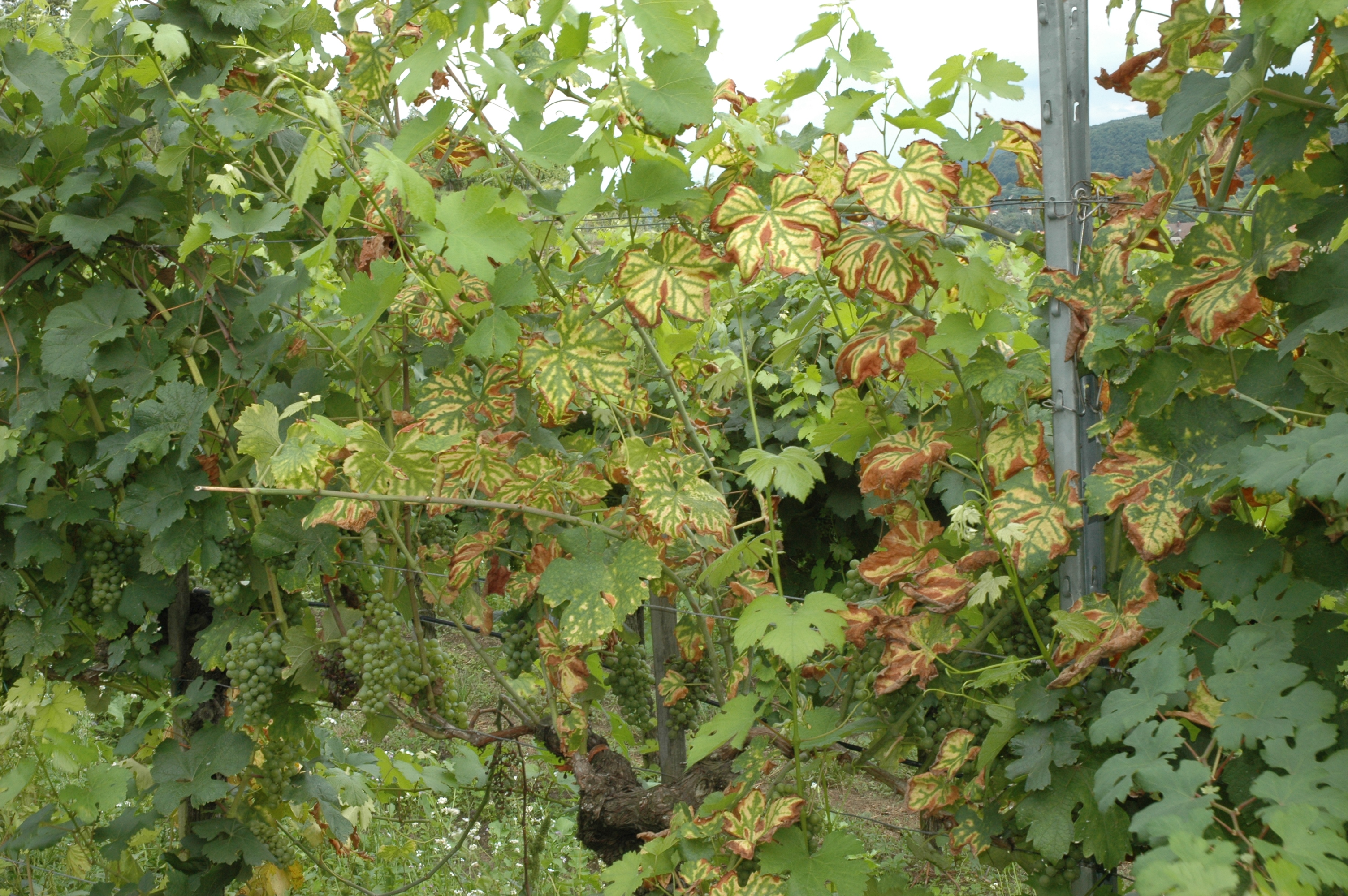
Rebstock von ESCA geschädigt.

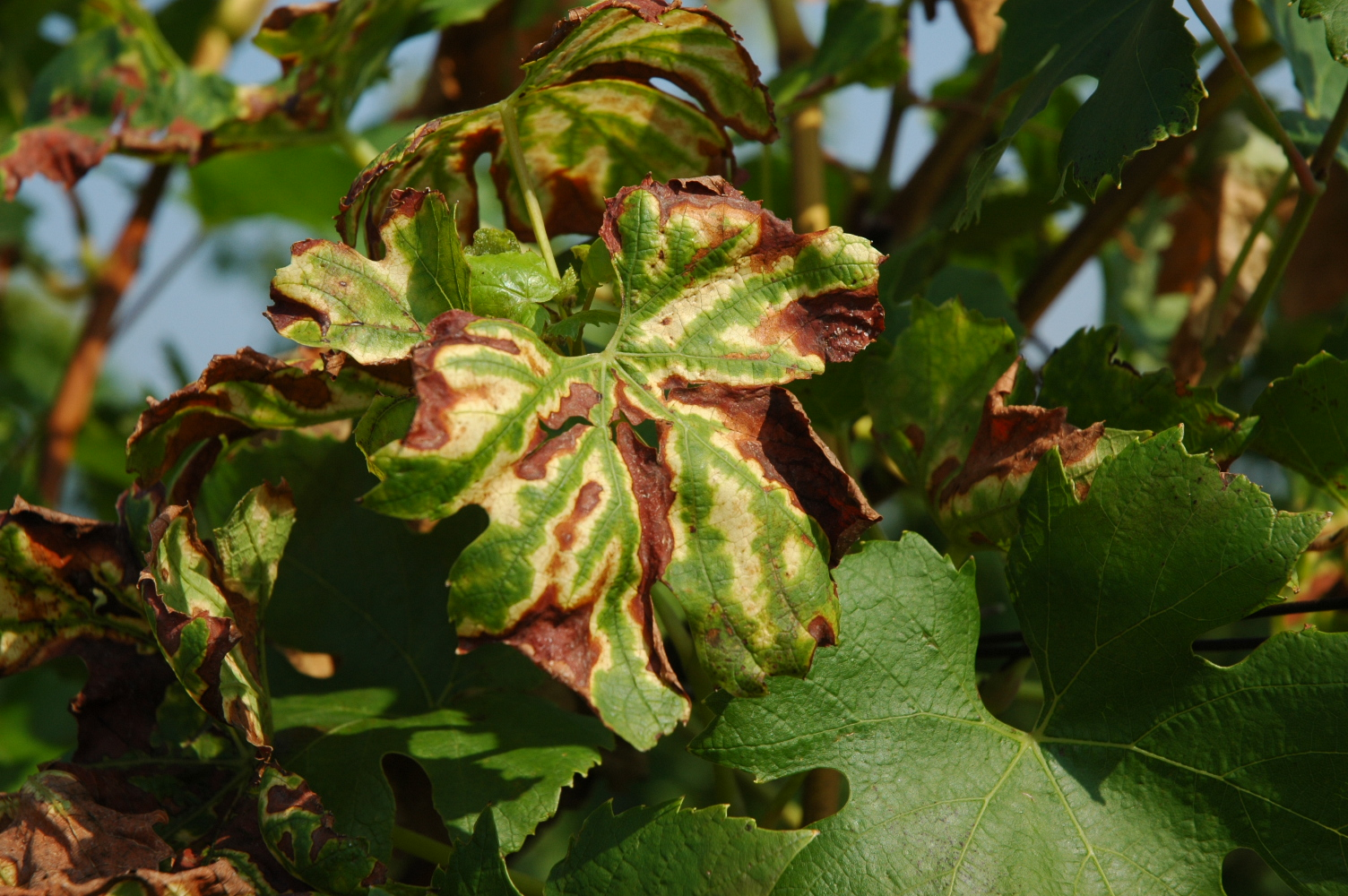
Blattsymptom verursacht durch einen Esca Befall.

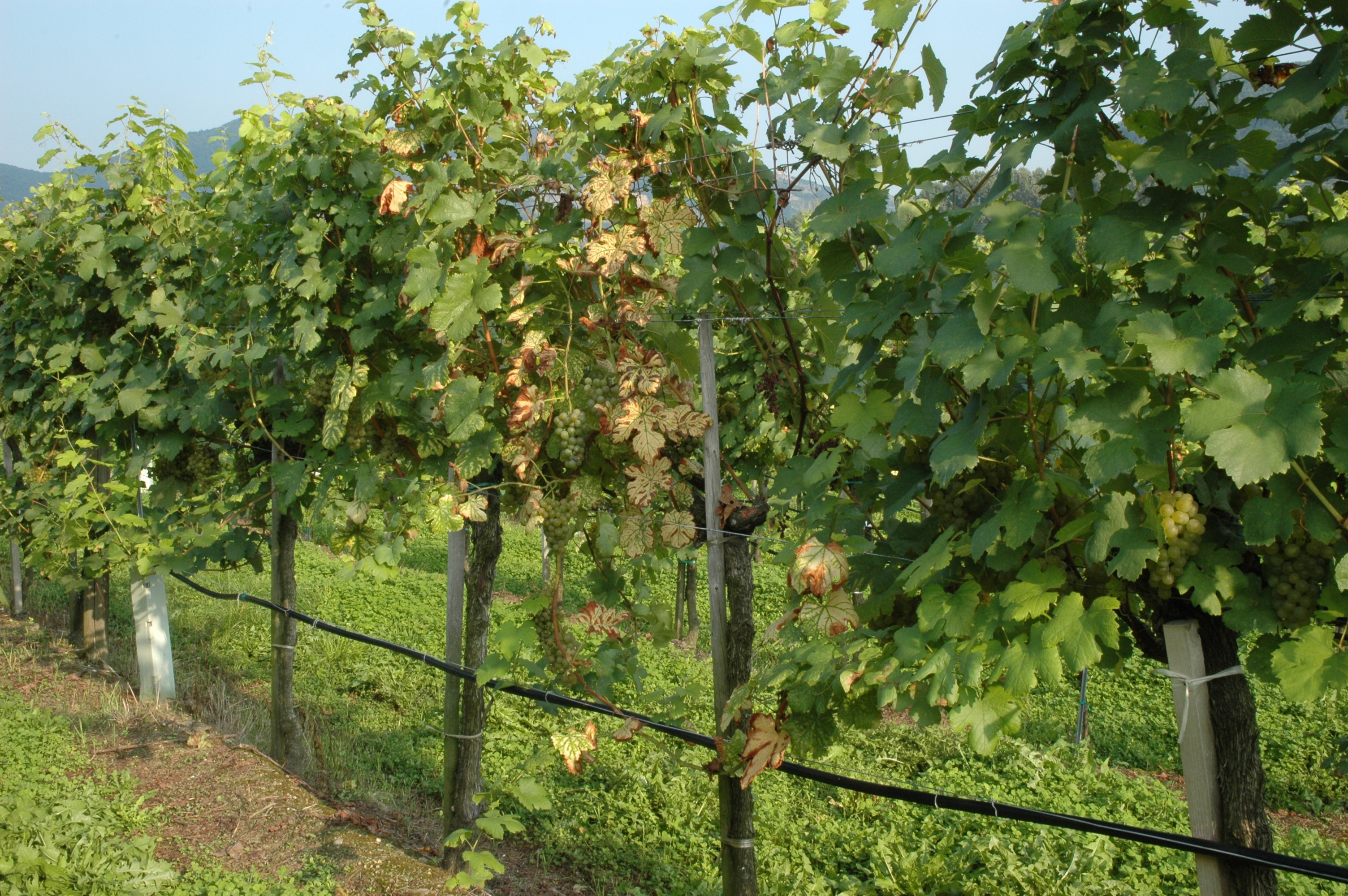
Typisch ist bei einem von Esca Pilzen infizierten Rebstock Grüner Veltliner, dass Teile oder der gesamte Stock betroffen sein kann.

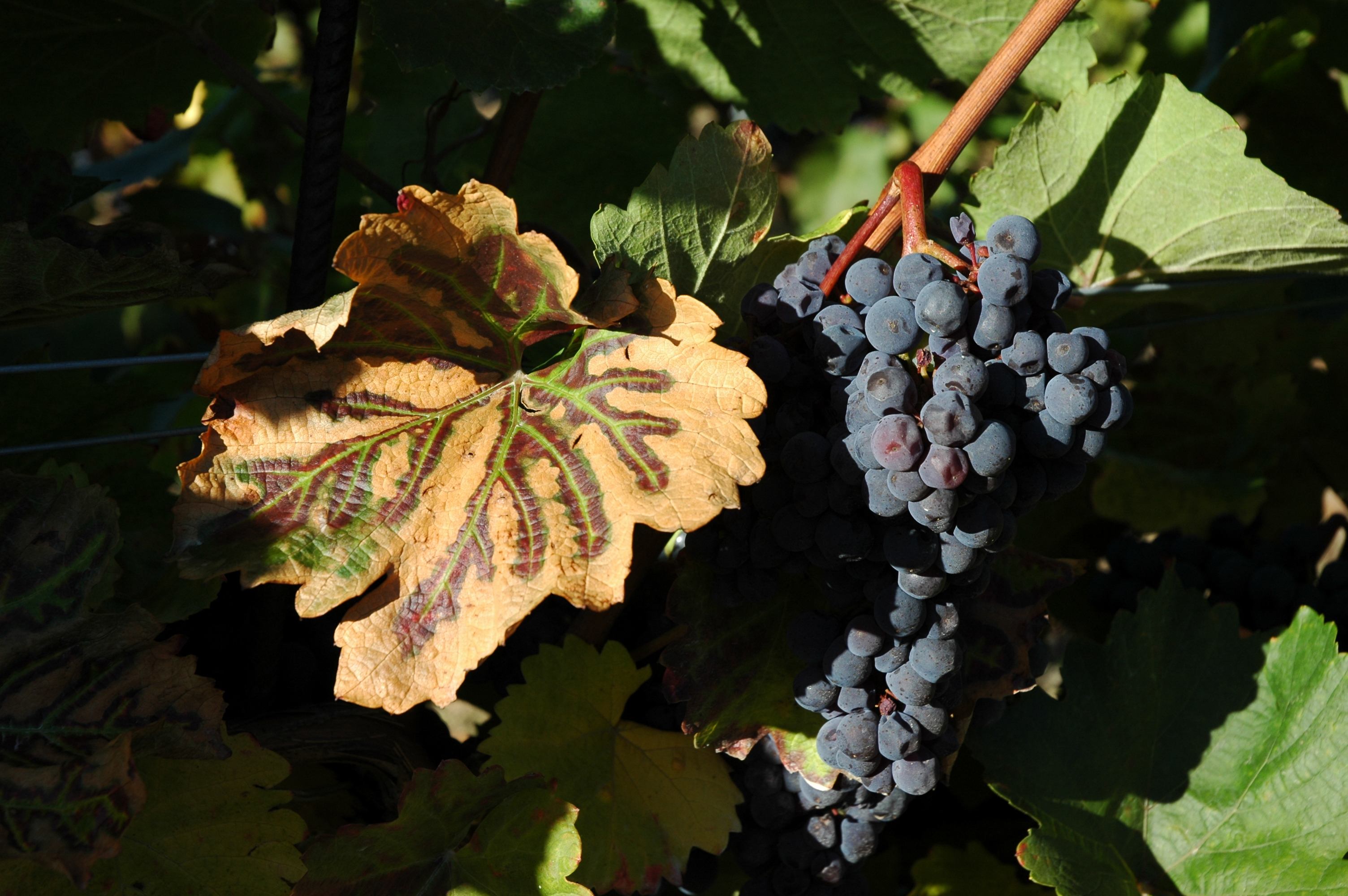
Bei von Traubenwelke befallenen Rebstöcken können Blattsymptome sehr ähnlich jenen von Esca aussehen.

Bei der Esca-Krankheit handelt es sich um eine komplexe Abbaukrankheit von Weinreben, die in den letzten drei Jahrzehnten weltweit stark zugenommen hat. Sie ist eine der gefährlichsten Rebholzkrankheiten. Die Bezeichnung Esca leitet sich aus dem Lateinischen ab und bedeutet Zunder – ein Hinweis auf die zunderähnliche Konsistenz des Holzes im späten Krankheitsstadium. Sie wird von verschiedenen holzzersetzenden Pilzen verursacht. Seit den 1990er Jahren verbreitet sich die Esca-Krankheit zunehmend in den nördlichen Weinbauregionen. Die Krankheit ist gefährlich, weil sie zum Absterben der Rebstöcke führen kann.

## Geschichte
Esca ist seit dem Altertum (Griechen und Römer) bekannt. Schon die Schriftsteller der Antike berichteten über diese Krankheit. Sie hat sich vorerst in den wärmeren Weinbauregionen ausgebreitet. Erst gegen Ende des vorigen Jahrhunderts breitete sich diese Krankheit in den nördlicheren Weinbauregionen aus und führt bereits zu ähnlichen Befallsraten wie in südlich gelegenen Regionen.

## Verursacher
Nach neuesten Forschungsergebnissen ist die Ursache der Krankheit mit einer Gruppe von latenten pilzlichen Pathogenen verbunden, deren Lebensweise vielfach noch unbekannt ist. Die Untersuchungen ergaben, dass die Pilzgemeinschaften von insgesamt 158 Pilzarten in gesunden und kranken Pflanzen gleich sind. Pilze, die als mutmaßliche Esca-Erreger bekannt sind, wurden mit ähnlichen Frequenzen und Häufigkeiten aus gesunden und kranken Pflanzen isoliert. Diese Erkenntnisse zeigen, dass die Esca-Pilze keine echten Pathogene sind, sondern spezialisierte Arten, die bereits totes Holz besiedeln und abbauen.

Die am häufigsten festgestellten Pilze in europäischen Anbaugebieten, die das Esca-Syndrom auslösen bzw. verursachen, sind endophytische, Leitgewebe besiedelnde Pilze wie Phaeomoniella chlamydospora (W. Gams, Crous. M.J. Wingf. & L. Mugnai), Phaeoacremonium aleophilum (W. Gams, Crous. M.J. Wingf. & L. Mugnai) und die holzzerstörenden Weißfäulepilze Fomitiporia mediterranea (M. Fischer, Basidiomycota), Fomitiporia punctata und Stereum hirsutum. Begleitend (Mischinfektion) finden sich die Pilze Phomopsis viticola, Eutypa lata und Botryosphaeria obtusa. In außereuropäischen Weinbaugebieten wurden auch andere Pilzarten von Phaeoacremonium festgestellt und Fomitiporia mediterranea wird durch Stellvertreterarten besetzt.

## Symptome
Bei der Esca-Krankheit unterscheidet man zwei Verlaufsformen mit unterschiedlichen Symptomen.
- Beim akuten Krankheitsverlauf stirbt der gesamte Stock plötzlich ab, meist mitten im Sommer. Die Blätter hängen noch lange vertrocknet an der Rebe und verfärben sich langsam von grün zu braun.
- Bei der chronischen Form der Esca überdauern die Stöcke oft mehrere Jahre, ohne vollständig abzusterben. Die äußerlich sichtbaren Symptome sind nicht stabil. In manchen Jahren fehlen sie ganz.

Zwischen den Blattadern älterer Blätter treten unregelmäßig verteilte, gelbliche Flecken auf, die von der Mitte aus nekrotisieren. Die Nekrosen gehen ineinander über und breiten sich flächig zwischen den Blattadern aus. Die Blattadern bleiben dabei von einer hellgrünen, gelblichen Zone umgeben, die Nekrosen sind rötlichbraun gefärbt („Tigerstreifen“). Die Weinbeeren der betroffenen Rebstöcke bleiben kleinbeerig, die einzelnen Beeren entwickeln während des Sommers auf der Beerenhaut braune, später auch schwarze, unregelmäßige Flecken (Black measles). Häufig tritt in der Anfangsphase aus Schnittflächen des Holzes eine gummiartige, dunkle Substanz aus (Gummosis). Vom Pilz befallenes Holzgewebe ist weißlich, schwammig, trocken und durch eine schmale, braun bis schwarz gefärbte Zone abgegrenzt. Die Rebstöcke sterben häufig innerhalb kurzer Zeit ab (Apoplexie). Blatt- und Beerensymptome können unabhängig voneinander auftreten.

### Esca in Ertragsanlagen
Sie wird verursacht meist durch Mischinfektionen von Fomitiporia mediterranea, Fomitiporia punctata, Stereum hirsutum und Infektionen mit Phomopsis viticola und Eutypa lata. Diese Form der Erkrankung von älteren Rebstöcken ist die eigentliche Esca-Krankheit. Sie ist das Endstadium eines längeren, teilweise schon in der Rebschule beginnenden Prozesses, sukzessiver Infektionen. Diese häufigste Art der Krankheit entsteht meist vor Ort durch Infektion über Schnittstellen und Wunden. Je mehr geschnitten wird und je häufiger mehrjähriges Holz verletzt wird, desto stärker muss mit dem Auftreten dieser Krankheit gerechnet werden.

Wegbereiter kann auch Phaeomoniella chlamydosporum sein, welcher in jungen, symptomfreien Rebstöcken gefunden wird. Er verursacht die Petri-Krankheit.

### Petri disease (Petri-Krankheit, Esca bei Jungreben)
Wird durch die Pilze Phaeomoniella chlamydosporum und/oder Phaeoacremonium aleophilum verursacht. In Jungreben (auch in Rebsetzlingen) finden sich charakteristische bräunliche oder schwärzliche Verfärbungen im Holz der Unterlagsrebe. Die Befallsstellen werden häufig begleitet von dunklen, gummiartigen Absonderungen (Gummosis). Die Pilze verursachen ein Absterben von Gefäßbahnen in jungen Reben, die Rebe wächst schlecht, zeigt Blattnekrosen und reduziertes Streckungswachstum. In der Folge sterben viele Rebstöcke ab. Ab Ertragsbeginn entwickeln sich Symptome wie bei Esca. Die Petri-Krankheit wird auch als Vorläuferkrankheit (Wegbereiter) der Esca bezeichnet und soll durch die Veredlung/Pfropfung übertragbar sein.

### Schwarzfußkrankheit
Wird durch den Pilz Cylindrocarpo destructans verursacht. Sie zeigt ähnliche Symptome wie die Petri-Krankheit. Schwächeres Triebwachstum, spärliche Belaubung und verkürzte Internodien mit chlorotischen Blättern. Im Bereich der Veredlungsstelle bilden sich Braun- bis Schwarzverfärbungen.

## Bekämpfung
Eine direkte Bekämpfung der Krankheit ist nicht möglich. Leider zeigen sich die Symptome oft erst Jahre nach der Infektion. Das erschwert die Bekämpfung bzw. macht sie nicht mehr möglich. Eine wichtige vorbeugende Maßnahme ist die Vernichtung (Verbrennung) von Infektionsquellen in Weingärten (erkrankte Rebstöcke sind Träger von Fruchtkörpern). Belassene Fruchtkörper sporulieren vor allem während der wärmeren Jahreszeit. Sie verursachen einen zusätzlichen Infektionsdruck. Erkrankte Rebstöcke während der Vegetationszeit kennzeichnen, um diese beim Winterschnitt zu erkennen. Rechtzeitiges Entfernen erkrankter Stockteile mit nachfolgendem Stockneuaufbau (Hochziehen von unten) bringt selten symptomfreie Stöcke. Stocküberlastungen sollen vermieden werden. Stress (hohe Erträge, Wasserstress u. a.) führt auf Dauer zu mehr Stockausfällen durch Esca. Eine Möglichkeit, bestehende Rebstöcke vor einer Infektion zu schützen, besteht in der Form, dass man Schnittwunden und andere Verletzungen am mehrjährigen Holz sofort mit einem geeigneten Wundbehandlungsmittel verschließt. Trotz Verstreichen der Wunden trocknet das darunterliegende Gewebe – zwar langsamer – aus, springt auf und stört in der Folge den Saftfluss in den Leitungsbahnen. Diese Maßnahme bringt nur Teilerfolge. Wurzelstammschäden, verursacht durch mechanische Stockräumgeräte, sind eine weitere Infektionsmöglichkeit und tunlichst zu vermeiden.

### Maßnahmen bei Rebschnitt und Reberziehung
Der Rebschnitt soll möglichst wundarm („Sanfter Rebschnitt“) bei trockener, kühler Witterung und nicht zu früh durchgeführt werden (warmes, feuchtes Wetter begünstigt die Infektion). Grundsätzlich kann man sagen, je mehr geschnitten und je häufiger das mehrjährige Holz verletzt wird, desto stärker muss mit dem Auftreten von Esca gerechnet werden.
Der „Sanfter Rebschnitt“ nach Simonit & Sirch aus dem Friaul/Italien stellt nach jahrelanger Erprobung eine weitere Möglichkeit dar, den Befall von Esca-Pilzen zu minimieren. Marco Simonit und Pierpaolo Sirch beschäftigen sich seit den 1980er Jahren mit dem Zusammenhang zwischen den Rebschnitt bzw. Erziehung des Rebstockes mit dem Auftreten von Esca. Nach ihren Erfahrungen hängt die Langlebigkeit eines Rebstocks vor allem von einem korrekten Rebschnitt ab, der die vitalen Teile nicht beschädigt. Sie beobachteten, dass Rebstöcke, welche nach dem Bock- oder Kopfschnitt über viele Jahrzehnte kultiviert wurden, keine oder nur sehr wenige Probleme mit dem Absterben von Rebstöcken durch Esca hatten. Sie haben diesen Schnitt in die heute üblichen Erziehungssysteme übertragen. Bei diesem Erziehungssystem wird stets nur einjähriges Holz angeschnitten und die kurze Triebverlängerung immer so angeschnitten, dass der Saftfluss im Leitungsgewebe möglichst nicht beeinträchtigt wird. Ein Rückschnitt in mehrjähriges Holz wird vermieden. Große Schnittwunden sind nicht nur ein Infektionsort für Esca-Pilze, sondern trocknen aus und stören den Saftfluss im älteren Holz.

### Pflanzmaterial
Bei der vegetativen Vermehrung kann durch exakten Einsatz von Hydroxychinolinsulfat zur Desinfektion des Rebholzes, die Übertragung einiger Pilze verhindert werden. Die Desinfektion des Vermehrungsmaterials ist heute in den Vermehrungsbetrieben gängige Praxis. Von sichtlich befallenen Rebstöcken soll daher auch kein Vermehrungsmaterial geschnitten werden. Untersuchungen in der Schweiz zeigten aber im Vergleich der Pilzgemeinschaften von erwachsenen Rebstöcken mit jungen veredelten Pfropfreben aus demselben Pflanzenmaterial, dass die Esca-Pilze nicht mit der Veredlung übertragen werden. Umfangreiche Forschungsarbeiten sind daher in den weinbautreibenden Ländern im Gange.
Ein sehr entscheidendes Kriterium beim Pflanzmaterial ist, dass die Veredlungsstelle vollkommen verwachsen sein muss. Eine mangelhafte Verwachsung der Veredlungstelle stellt schon in den Junganlage eine Eintrittsmöglichkeit von Esca-Pilzen dar.